# Dennis Smith (cestista)
Dennis Cliff Smith jr. (Godwin, 25 novembre 1997) è un cestista statunitense.

## Carriera

### NBA
Al Draft NBA 2017 viene selezionato con la nona scelta assoluta dai Dallas Mavericks.

## Statistiche

### NCAA
| Anno      | Squadra       | PG | PT | MP   | TC%  | 3P%  | TL%  | RP  | AP  | PRP | SP  | PP   |
| --------- | ------------- | -- | -- | ---- | ---- | ---- | ---- | --- | --- | --- | --- | ---- |
| 2016-2017 | NCSU Wolfpack | 32 | 32 | 34,8 | 45,5 | 35,9 | 71,5 | 4,6 | 6,2 | 1,9 | 0,4 | 18,1 |
| Carriera  | Carriera      | 32 | 32 | 34,8 | 45,5 | 35,9 | 71,5 | 4,6 | 6,2 | 1,9 | 0,4 | 18,1 |

#### Massimi in carriera
- Massimo di punti: 32 vs Duke (23 gennaio 2017)[2]
- Massimo di rimbalzi: 11 (2 volte)
- Massimo di assist: 16 vs Rider (28 dicembre 2016)
- Massimo di palle rubate: 5 vs Virginia Tech (4 gennaio 2017)
- Massimo di stoppate: 2 (3 volte)
- Massimo di minuti giocati: 43 vs Syracuse (1º febbraio 2017)

### NBA

#### Regular Season
| Anno      | Squadra             | PG  | PT  | MP   | TC%  | 3P%  | TL%  | RP  | AP  | PRP | SP  | PP   |
| --------- | ------------------- | --- | --- | ---- | ---- | ---- | ---- | --- | --- | --- | --- | ---- |
| 2017-2018 | Dallas Mavericks    | 69  | 69  | 29,7 | 39,5 | 31,3 | 69,4 | 3,8 | 5,2 | 1,0 | 0,3 | 15,2 |
| 2018-2019 | Dallas Mavericks    | 32  | 32  | 28,4 | 44,0 | 34,4 | 69,5 | 3,0 | 4,3 | 1,3 | 0,3 | 12,9 |
| 2018-2019 | N.Y. Knicks         | 21  | 18  | 28,6 | 41,3 | 28,9 | 56,8 | 2,8 | 5,4 | 1,3 | 0,4 | 14,7 |
| 2019-2020 | N.Y. Knicks         | 34  | 3   | 15,8 | 34,1 | 29,6 | 50,9 | 2,3 | 2,9 | 0,8 | 0,2 | 5,5  |
| 2020-2021 | N.Y. Knicks         | 3   | 0   | 9,2  | 20,0 | 0,0  | 83,3 | 0,7 | 1,0 | 1,0 | 0,0 | 3,0  |
| 2020-2021 | Detroit Pistons     | 20  | 9   | 19,6 | 41,5 | 35,2 | 70,0 | 2,7 | 3,7 | 1,0 | 0,7 | 7,3  |
| 2021-2022 | Portland T. Blazers | 37  | 4   | 17,3 | 41,8 | 22,2 | 65,6 | 2,4 | 3,6 | 1,2 | 0,3 | 5,6  |
| 2022-2023 | Charlotte Hornets   | 54  | 15  | 25,7 | 41,2 | 21,6 | 73,6 | 3,1 | 4,8 | 1,4 | 0,5 | 8,8  |
| 2023-2024 | Brooklyn Nets       | 56  | 2   | 18,9 | 43,5 | 29,4 | 74,1 | 2,9 | 3,6 | 1,2 | 0,2 | 6,6  |
| Carriera  | Carriera            | 326 | 152 | 23,3 | 40,7 | 29,8 | 67,4 | 3,0 | 4,2 | 1,2 | 0,3 | 9,7  |

#### Massimi in carriera
- Massimo di punti: 31 vs Detroit Pistons (8 febbraio 2019)[3]
- Massimo di rimbalzi: 12 vs Toronto Raptors 3 marzo 2021)
- Massimo di assist: 15 vs New York Knicks (30 gennaio 2019)
- Massimo di palle rubate: 7 vs Houston Rockets (24 febbraio 2020)
- Massimo di stoppate: 3 (2 volte)
- Massimo di minuti giocati: 42 vs Golden State Warriors (8 dicembre 2021)

## Palmarès
- ACC Rookie Of The Year (2017)
- All-NBA Summer League First Team (2017)
- NBA All-Rookie Second Team (2018)